# استاندارد اینترنت
استاندارد اینترنت در مهندسی شبکه کامپیوتری به مشخصات هنجاری یک فناوری که برای اینترنت مناسب است اشاره دارد. استانداردهای اینترنت امکان عملکرد متقابل سخت افزار و نرم افزار از منابع مختلف را فراهم می کند که به اینترنت اجازه کارایی می دهد.  آنها زبان ارتباطات جهانی هستند. 
در مهندسی شبکه های کامپیوتری ، استاندارد اینترنت یک مشخصه هنجاری از یک فناوری یا متدولوژی قابل اجرا در اینترنت است. استانداردهای اینترنت توسط کارگروه مهندسی اینترنت (IETF) ایجاد و منتشر می شود.
مشارکت‌های مهندسی در IETF به‌عنوان یک پیش‌نویس اینترنتی شروع می‌شود، ممکن است به یک درخواست برای نظرات ارتقا یابد و در نهایت به استاندارد اینترنت تبدیل شود.
استاندارد اینترنت با بلوغ فنی و مفید بودن مشخص می شود. IETF همچنین یک استاندارد پیشنهادی را به عنوان یک مشخصات کمتر بالغ اما با ثبات و به خوبی بررسی شده تعریف می کند. یک پیش‌نویس استاندارد طبقه بندی سومی است که در سال 2011 متوقف شد. یک پیش نویس استاندارد یک مرحله واسطه ای بود که بعد از یک استاندارد پیشنهادی اما قبل از استاندارد اینترنت اتفاق افتاد.

همانطور که در [rfc:2026 RFC 2026 آمده] است:
به طور کلی، استاندارد اینترنت مشخصه ای است که پایدار و به خوبی درک شده، از نظر فنی صلاحیت داشته باشد، دارای پیاده سازی های متعدد، مستقل و قابل تعامل با تجربه عملیاتی قابل توجه باشد، از حمایت عمومی قابل توجهی برخوردار باشد و به طور قابل تشخیصی در برخی یا همه بخش های اینترنت مفید باشد.

## بررسی اجمالی
یک استاندارد اینترنت توسط  یک درخواست برای نظرات (RFC) یا مجموعه ای از RFC ها مستند می شود. مشخصاتی که قرار است به یک استاندارد یا بخشی از یک استاندارد تبدیل شود، به عنوان یک پیش نویس اینترنتی شروع می شود و بعداً، معمولاً پس از چندین بازنگری، توسط ویرایشگر RFC به عنوان یک RFC پذیرفته و منتشر می شود و به عنوان استاندارد پیشنهادی برچسب گذاری می شود. سپس، زمانی که بلوغ به سطح قابل قبولی رسید، یک RFC به عنوان استاندارد اینترنت با یک شماره توالی اضافی افزایش می‌یابد. در مجموع، این مراحل به عنوان مسیر استاندارد شناخته می شوند و در RFC 2026 و RFC 6410 تعریف شده اند. برچسب تاریخی برای اسناد منسوخ Standards Track یا RFC های از کار افتاده که قبل از ایجاد Standards Track منتشر شده اند اعمال می شود.
فقط IETF که توسط گروه هدایت مهندسی اینترنت (IESG) نمایندگی می‌شود، می‌تواند استانداردهای RFC را تأیید کند. فهرست قطعی استانداردهای اینترنت در استانداردهای رسمی پروتکل اینترنت نگهداری می شود. پیش از این، STD 1 برای حفظ یک عکس فوری از لیست استفاده می شد. 

## تاریخچه و هدف استانداردهای اینترنت
استاندارد اینترنت مجموعه قوانینی است که دستگاه ها هنگام اتصال به شبکه باید از آن پیروی کنند. از آنجایی که این فناوری تکامل یافته است، قوانین تعامل بین رایانه‌ها باید با آن تکامل می یافت. اینها پروتکل هایی هستند که امروزه مورد استفاده قرار می گیرند. بیشتر اینها مدتها قبل از عصر اینترنت توسعه یافتند و به دهه ۱۹۷۰ کمی پس از خلق رایانه های شخصی، باز می گردند.
TCP/IP
تاریخ رسمی برای زمانی که اولین اینترنت راه‌اندازی شد ژانویه ۱۹۸۳ است  و پروتکل کنترل انتقال/پروتکل اینترنت (TCP/IP) وارد عمل شد. ARPANET (شبکه آژانس پروژه های تحقیقاتی پیشرفته) و شبکه داده دفاعی شبکه هایی بودند که پروتکل ها را پیاده سازی کردند. این پروتکل‌ها بخش حیاتی از چگونگی کارکرد اینترنت در نظر گرفته می‌شوند؛ زیرا قوانینی را تعریف می‌کنند که توسط آن اتصالات بین سرورها کار می‌کنند. آنها هنوز هم امروزه با پیاده سازی روش های مختلف ارسال داده ها از طریق شبکه های جهانی استفاده می شوند.
IPsec
امنیت پروتکل اینترنت مجموعه ای از پروتکل ها است که یکپارچگی رمزگذاری را در ارتباط بین چندین دستگاه تضمین می کند. هدف این پروتکل حفاظت از شبکه های عمومی است. با توجه به IETF Datatracker گروهی که برای ایجاد آن اختصاص داده شده بود، در ۲۵ نوامبر ۱۹۹۲ پیشنهاد شده بود.  نیم سال بعد این گروه ایجاد و اندکی بعد در اواسط سال ۱۹۹۳ اولین پیش نویس منتشر شد.
HTTP
پروتکل انتقال ابرمتن یکی از رایج ترین پروتکل های امروزی در زمینه شبکه جهانی وب است. HTTP یک پروتکل ساده برای کنترل نحوه مبادله اسناد از طریق شبکه ها است که به زبان علامت گذاری HyperText (HTML) نوشته شده اند. این پروتکل که توسط تیم توسعه دهندگان به رهبری تیم برنرز لی ایجاد شد، ستون فقرات وب است که به کل سیستم فرامتنی امکان وجود عملی را می دهد. برنرز لی مسئول پیشنهاد ایجاد آن که در سال ۱۹۸۹ انجام داد، است. ۶ آگوست ۱۹۹۱، تاریخی است که او اولین نسخه کامل HTTP را در یک انجمن عمومی منتشر کرد.  این تاریخ متعاقباً توسط برخی به عنوان تولد رسمی وب جهانی در نظر گرفته می شود. HPPS از زمان ایجاد خود به طور مداوم در حال تکامل بوده است و با گذشت زمان و پیشرفت فناوری شبکه پیچیده تر شده است. به طور پیش فرض HTTP رمزگذاری نشده است، بنابراین در عمل از HTTPS استفاده می شود که مخفف HTTP Secure است.
TLS/SSL
TLS مخفف عبارت Transport Layer Security استانداردی است که دو نقطه پایانی مختلف را قادر می‌سازد تا به صورت محکم و خصوصی به یکدیگر متصل شوند. TLS به عنوان جایگزینی برای SSL آمد. لایه های سوکت امن برای اولین بار قبل از ایجاد HTTPS معرفی و توسط Netscape ایجاد شد. در واقع HTTPS در ابتدا بر اساس SSL بود. واضح بود که یک روش رایج برای رمزگذاری داده ها مورد نیاز است، بنابراین IETF TLS 1.0 را در RFC 2246 در ژانویه 1999 مشخص کرد و از آن زمان ارتقا یافته است. آخرین نسخه TLS، نسخه ۱.۳ از RFC 8446 در آگوست ۲۰۱۸ است.
مدل OSI
مدل اتصال سیستم های باز توسعه خود را در سال 1977 آغاز کرد.  و توسط سازمان بین المللی استاندارد ایجاد شده است. در سال 1979 به طور رسمی منتشر و به عنوان یک استاندارد برای استفاده پذیرفته شد. سپس چندین بار و نسخه نهایی آپدیت شد. چند سال طول کشید تا پروتکل به شکل نهایی ارائه شود. ISO 7498 در سال 1984 منتشر شد. در نهایت در سال 1995 مدل OSI مجدداً تجدید نظر شد تا نیازهای فوری توسعه قیام در زمینه شبکه های کامپیوتری را برآورده کند.
UDP
هدف از پروتکل دیتاگرام کاربر یافتن راهی برای برقراری ارتباط بین دو کامپیوتر با بیشترین سرعت و کارآمدی ممکن بود. اساسا UDP توسط دیوید پی رید در سال 1980 تصور و محقق  . اساساً روش کار استفاده از فشرده سازی برای ارسال اطلاعات است. داده ها در یک دیتاگرام فشرده می شوند و نقطه به نقطه ارسال می شوند. ثابت شد که این یک راه امن برای انتقال اطلاعات است و علیرغم اشکال از دست دادن کیفیت داده ها، UDP هنوز در حال استفاده است.

## فرآیند استانداردسازی
استاندارد شدن یک فرآیند دو مرحله ای در فرآیند استانداردهای اینترنت است: استاندارد پیشنهادی و استاندارد اینترنت . این سطوح بلوغ نامیده می شود و به این فرآیند مسیر استاندارد می گویند.
اگر RFC بخشی از یک پیشنهاد است که در مسیر استاندارد قرار دارد، در مرحله اول، استاندارد پیشنهاد می شود و متعاقباً سازمان ها تصمیم می گیرند که آیا این استاندارد پیشنهادی را اجرا کنند یا خیر. پس از برآورده شدن معیارهای RFC 6410 (دو پیاده سازی جداگانه، استفاده گسترده، بدون اشتباه و غیره)، RFC می تواند به استاندارد اینترنت ارتقا یابد.
فرآیند استانداردهای اینترنت در چندین سند "بهترین روش فعلی"، به ویژه BCP 9 ( currently  تعریف شده است. RFC 2026 و RFC 6410 ). قبلاً سه سطح بلوغ استاندارد وجود داشت: استاندارد پیشنهادی ، پیش نویس استاندارد و استاندارد اینترنت . RFC 6410 این را به دو سطح سررسید کاهش داد.

### استاندارد پیشنهادی
RFC 2026 در ابتدا استانداردهای پیشنهادی را به عنوان مشخصات نابالغ توصیف کرد، اما این موضع توسط RFC 7127 لغو شد. 
مشخصات استاندارد پیشنهادی پایدار است، انتخاب های طراحی شناخته شده را حل کرده است، بازبینی قابل توجهی از جامعه دریافت کرده است، و به نظر می رسد از علاقه کافی جامعه برخوردار است تا با ارزش تلقی شود. معمولاً برای تعیین مشخصات به عنوان یک استاندارد پیشنهادی، نه اجرا و نه تجربه عملیاتی لازم نیست.
استانداردهای پیشنهادی از چنان کیفیتی برخوردار هستند که پیاده سازی ها را می توان در اینترنت مستقر کرد. با این حال، مانند تمام مشخصات فنی، استانداردهای پیشنهادی ممکن است در صورت یافتن مشکلات یا شناسایی راه‌حل‌های بهتر، زمانی که تجربیات مربوط به پیاده‌سازی چنین فناوری‌هایی در مقیاس جمع‌آوری می‌شود، بازنگری شوند.
بسیاری از استانداردهای پیشنهادی در واقع در اینترنت مستقر شده اند و به طور گسترده به عنوان پروتکل های پایدار استفاده می شوند. رویه واقعی این بوده است که پیشرفت کامل از طریق توالی سطوح استانداردها معمولاً بسیار نادر است و اکثر پروتکل های محبوب IETF در استاندارد پیشنهادی باقی می مانند. 

### پیش نویس استاندارد
در اکتبر 2011، RFC 6410 سطح سررسید دوم و سوم را در یک استاندارد پیش نویس ادغام کرد. استانداردهای پیش نویس قدیمی موجود، این طبقه بندی را حفظ می کنند. IESG می تواند پس از دو سال (اکتبر 2013) یک پیش نویس استاندارد قدیمی را به عنوان استاندارد پیشنهادی مجدداً طبقه بندی کند.

### استاندارد اینترنت
یک استاندارد اینترنت با درجه بالایی از بلوغ فنی و با این باور عمومی مشخص می شود که پروتکل یا سرویس مشخص شده مزایای قابل توجهی را برای جامعه اینترنتی فراهم می کند. به طور کلی استانداردهای اینترنت قابلیت همکاری سیستم ها را در اینترنت از طریق تعریف پروتکل ها، قالب های پیام، طرحواره ها و زبان ها پوشش می دهند. اساسی ترین استانداردهای اینترنت آنهایی هستند که پروتکل اینترنت را تعریف می کنند.
استاندارد اینترنت تضمین می کند که سخت افزار و نرم افزار تولید شده توسط فروشندگان مختلف می توانند با هم کار کنند. داشتن یک استاندارد توسعه نرم افزار و سخت افزاری را که شبکه های مختلف را به هم مرتبط می کند بسیار آسان تر می کند زیرا نرم افزار و سخت افزار را می توان در یک لایه در یک زمان توسعه داد. به طور معمول استانداردهایی که در ارتباطات داده استفاده می شود پروتکل نامیده می شوند.
تمام استانداردهای اینترنت در سری STD یک عدد داده شده است. این مجموعه تا سال 2013 در اولین سند خود، STD 1 ( RFC 5000 ) خلاصه شد، اما این عمل در RFC 7100 بازنشسته شد. لیست قطعی استانداردهای اینترنت اکنون توسط ویرایشگر RFC نگهداری می شود. 
اسنادی که به ویرایشگر IETF ارسال شده و به عنوان RFC پذیرفته شده اند، اصلاح نمی شوند. اگر سند باید تغییر کند، دوباره ارسال می شود و یک شماره RFC جدید به آن اختصاص می یابد. هنگامی که یک RFC به استاندارد اینترنت (STD) تبدیل می شود، یک شماره STD به آن اختصاص داده می شود اما شماره RFC خود را حفظ می کند. هنگامی که یک استاندارد اینترنت به روز می شود، تعداد آن بدون تغییر است اما به یک RFC یا مجموعه ای از RFC های متفاوت اشاره دارد. به عنوان مثال، در سال 2007 RFC 3700 یک استاندارد اینترنت (STD 1) بود و در می 2008 با RFC 5000 جایگزین شد. RFC 3700 وضعیت تاریخی را دریافت کرد و RFC 5000 STD 1 شد.
فهرست استانداردهای اینترنت در ابتدا به عنوان STD 1 منتشر شد، اما این عمل به نفع یک لیست آنلاین که توسط ویرایشگر RFC نگهداری می شود، کنار گذاشته شده است. 

## سازمان های استاندارد اینترنت
فرآیند استانداردسازی به سه مرحله تقسیم می شود:
1. استانداردهای پیشنهادی استانداردهایی هستند که باید اجرا شوند و در هر زمان قابل تغییر هستند
2. پیش نویس استاندارد در آماده سازی برای کنار رودخانه برای تشکیل استاندارد اینترنت آینده به دقت مورد آزمایش قرار گرفت
3. استانداردهای اینترنت استانداردهای بالغی هستند.

پنج سازمان استاندارد اینترنت وجود دارد: کارگروه مهندسی اینترنت (IETF)، جامعه اینترنت (ISOC)، هیئت معماری اینترنت (IAB)، گروه تحقیق اینترنت (IRTF)، کنسرسیوم وب جهانی (W3C). همه سازمان ها ملزم به استفاده و بیان زبان اینترنت هستند تا بتوانند در مرحله فعلی اینترنت رقابتی باقی بمانند. برخی از اهداف اساسی فرآیند استانداردهای اینترنت عبارتند از: اطمینان از برتری فنی؛ پیاده سازی و آزمایش قبلی؛ سوابق کامل، مختصر و همچنین به راحتی قابل درک است.
ایجاد و بهبود استانداردهای اینترنت یک تلاش مستمر است و کارگروه مهندسی اینترنت نقش بسزایی در این زمینه ایفا می کند. این استانداردها توسط کارگروه مهندسی اینترنت (IETF) شکل گرفته و در دسترس هستند. این انجمن استانداردهای اینترنتی پیشرو است که از رویه های مستند برای ایجاد این استانداردها استفاده می کند. پس از انتشار، این استانداردها به راحتی و بدون هیچ هزینه ای قابل دسترسی هستند.
تا سال 1993، دولت فدرال ایالات متحده از IETF حمایت می کرد. اکنون هیئت معماری اینترنت انجمن اینترنت (IAB) بر آن نظارت دارد. این یک سازمان از پایین به بالا است که هیچ نیاز رسمی برای وابستگی ندارد و همچنین روند عضویت رسمی ندارد. این سازمان با دقت با کنسرسیوم وب جهانی (W3C) و سایر سازمان های توسعه استاندارد کار می کند. علاوه بر این، به شدت به گروه های کاری که تشکیل شده و به یک مدیر منطقه پیشنهاد می شود، متکی است. IETF به گروه های کاری خود برای گسترش شرایط و استراتژی های IETF با هدف برتر ساختن اینترنت متکی است.  سپس گروه کاری تحت هدایت مدیر منطقه فعالیت می کند و توافق نامه ای را پیش می برد. پس از توزیع منشور پیشنهادی به لیست های پستی IESG و IAB و تایید آن، سپس به IETF عمومی ارسال می شود. داشتن توافق کامل همه کارگروه ها و تصویب پیشنهاد ضروری نیست. گروه های کاری IETF فقط باید برای بررسی قوی بودن این توافق متوسل شوند.
به همین ترتیب، گروه کاری اسنادی را در ترتیب RFC ها تهیه می کند که یادداشت هایی شامل رویکردها، اقدامات، بررسی و همچنین نوآوری های مناسب برای عملکرد اینترنت و ترتیبات مرتبط با اینترنت است. به عبارت دیگر، درخواست برای نظرات (RFC) در درجه اول برای بلوغ یک پروتکل شبکه استاندارد که با عبارات شبکه مرتبط است استفاده می شود. هدف برخی از RFC ها تولید اطلاعات است در حالی که برخی دیگر ملزم به انتشار استانداردهای اینترنتی هستند. فرم نهایی RFC به استاندارد تبدیل می شود و با یک عدد صادر می شود. پس از آن، هیچ گونه نظر یا تغییر دیگری برای فرم پایانی قابل قبول نیست.  این فرآیند در هر زمینه ای دنبال می شود تا دیدگاه های متفقی در مورد یک مشکل مرتبط با اینترنت ایجاد شود و استانداردهای اینترنت به عنوان راه حلی برای اشکالات مختلف توسعه یابد. هشت حوزه مشترک وجود دارد که IETF بر روی آنها تمرکز دارد و از گروه های کاری مختلف همراه با یک مدیر منطقه استفاده می کند. در منطقه "عمومی" کار می کند و استانداردهای اینترنت را توسعه می دهد. در بخش "برنامه" روی برنامه های کاربردی اینترنتی مانند پروتکل های مرتبط با وب تمرکز می کند. علاوه بر این، روی توسعه زیرساخت اینترنت در قالب پسوند PPP نیز کار می کند. IETF همچنین اصول و توضیحاتی را برای فرآیندهای شبکه مانند مشاهده شبکه از راه دور ایجاد می کند. به عنوان مثال، IETF بر بزرگ شدن استانداردهای فنی که مجموعه پروتکل اینترنت (TCP/IP) را در بر می گیرد، تاکید دارد. هیئت معماری اینترنت (IAB) به همراه گروه ویژه تحقیقات اینترنت (IRTF) در تلاش IETF با استفاده از فناوری های نوآورانه همتا هستند.
IETF سازمان استانداردسازی است که بر تولید مقررات "استاندارد" تخصص و استفاده از آنها تمرکز دارد. IETF بر موضوعات مرتبط با پیشرفت اینترنت و دانش فعلی TCP/IP متمرکز است. این گروه به گروه‌های کاری متعددی (WG) تقسیم می‌شود، که هر یک از آنها مسئول توسعه استانداردها و مهارت‌ها در یک منطقه خاص هستند، به عنوان مثال مسیریابی یا امنیت. افراد در گروه های کاری داوطلب هستند و در زمینه هایی مانند فروشندگان تجهیزات، اپراتورهای شبکه و موسسات تحقیقاتی مختلف فعالیت می کنند. اولاً، این کار بر روی دستیابی به ملاحظات مشترک از ضروریاتی است که تلاش باید گفتمان کند. سپس یک کارگروه IETF تشکیل می شود و ملزومات در مجامع تأثیرگذار Birds of a Feather (BoF) در کنفرانس های IETF تهویه می شود.

## نیروی ضربت مهندسی اینترنت
کارگروه مهندسی اینترنت (IETF) برترین سازمان استانداردهای اینترنت است. این یک فرآیند باز و مستند برای تنظیم استانداردهای اینترنت را دنبال می کند. منابعی که IETF ارائه می دهد شامل RFC ها، پیش نویس های اینترنتی، توابع IANA، حقوق مالکیت معنوی، فرآیند استانداردها، و انتشار و دسترسی به RFC ها می باشد. 

## همچنین ببینید
- استاندارد سازی
- استانداردهای وب

## لینک های خارجی
- ویرایشگر RFC